# 東京ローズ (アルバム)
東京ローズ(Tokyo Rose)は、ヴァン・ダイク・パークスが1989年に発売したアルバムである。
2007年には、日本独自のリマスターを行ったCDが発売された。

## 曲目
1. アメリカ - America (public domain, arranged and adapted by Van Dyke Parks)
2. 東京ローズ - Tokyo Rose (Van Dyke Parks)
3. ヤンキー・ゴー・ホーム - Yankee Go Home (Van Dyke Parks)
4. カウボーイ - Cowboy (Van Dyke Parks)
5. マンザナール - Manzanar (Van Dyke Parks)
6. カリプソ - Calypso (Van Dyke Parks)
7. 白菊 - White Chrysanthemum (Van Dyke Parks)
8. トレイド・ウォー - Trade War (Van Dyke Parks)
9. アウト・オブ・ラヴ - Out of Love (Van Dyke Parks)
10. ワン・ホーム・ラン - One Home Run (Van Dyke Parks and Amy Furumoto)